# E573 (trasa europejska)
E573 – trasa europejska łącznikowa (kategorii B), biegnąca przez wschodnie Węgry i zachodnią Ukrainę (Zakarpacie).
E573 zaczyna się w Püspökladány, gdzie odbija od trasy europejskiej E60. Na Węgrzech E573 biegnie szlakiem drogi krajowej nr 4 przez Debreczyn i Nyíregyháza do przejścia granicznego Záhony - Czop na granicy węgiersko-ukraińskiej. Na terenie Ukrainy E573 biegnie szlakiem drogi krajowej M06 od Czopu do Użhorodu, gdzie łączy się z trasą E50.
Ogólna długość trasy E573 wynosi około 190 km, z tego 164 km na Węgrzech, 26 km na Ukrainie.